# James Harrington

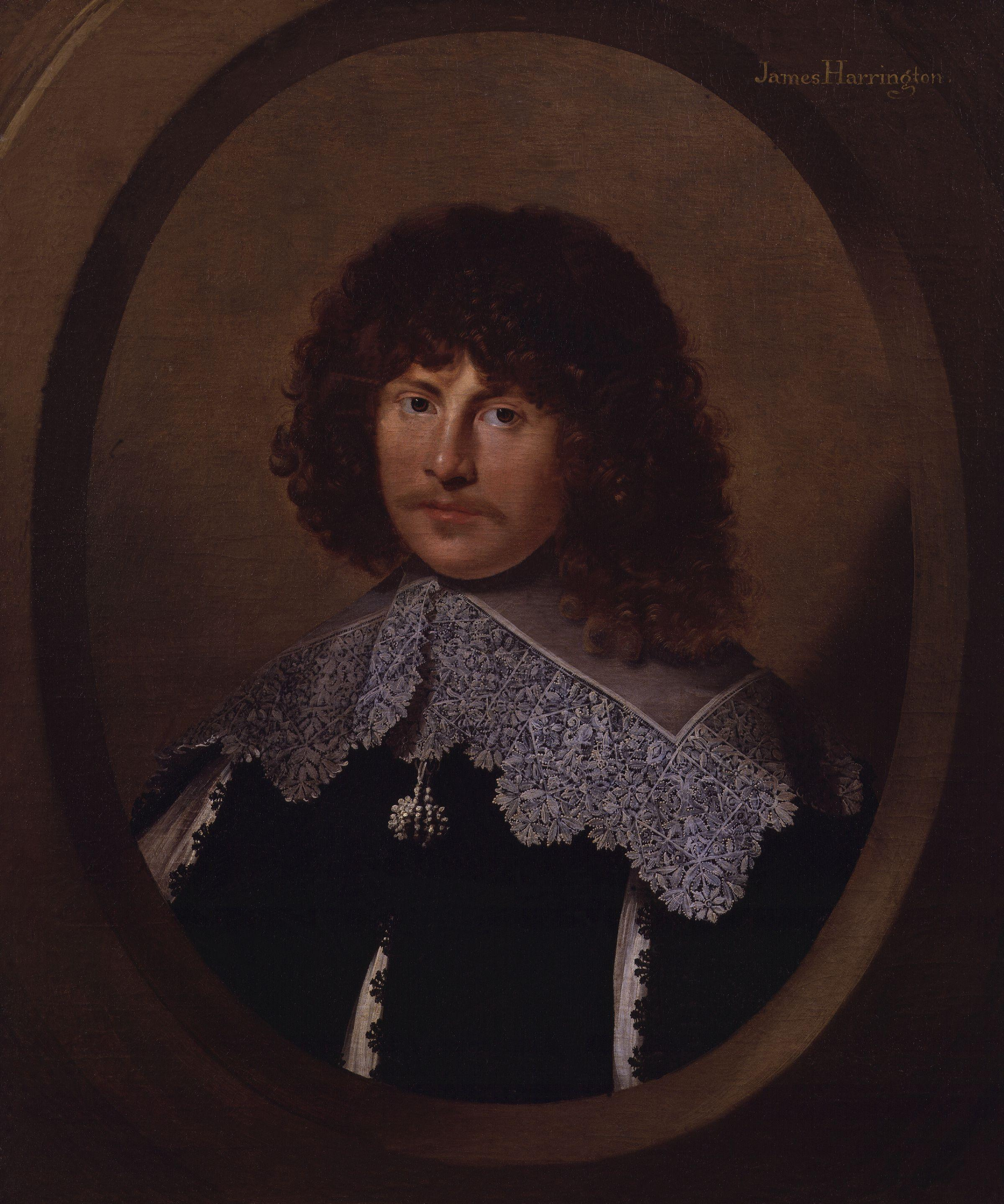
James Harrington, olja på kanvas, omkring 1635.

James Harrington (eller Harington), född 3 januari 1611 i Upton i Northamptonshire, död 11 september 1677 i London, var en engelsk politisk teoretiker som företrädde klassisk republikanism. Han är mest känd för sin kontroversiella bok The Commonwealth of Oceana (1656).

## Biografi
James Harrington föddes 1611 i Northamptonshire i en gammal släkt från Rutland, och var äldste son till Sir Sapcotes Harrington of Rand (död 1629). Hans mor var Jane Samwell (eller Samuell) of Upton (död 1619), Sir Williams dotter. 
Om hans barndom är litet känt. 1629 började han studera vid Trinity College, Oxford, men slutade sin utbildning två år senare utan examen. Efter att ha hoppat av en karriär som advokat, begav han sig på resa i Europa, var en tid soldat i Tysklands armé, och återkom sedan till England. 
1646 engagerades han till de politiska komplikationerna runt Karl I av England och följde denne till Skottland. Efter kungens död, ägnade sig Harrington åt att skriva The Commonwealth of Oceana. Till en början ville inte dåvarande Lord Protector Oliver Cromwell tillåta dess tryckning, men efter intriger kom den 1656 i tryck.
I efterföljden av den stuartska restaurationen, arresterades Harrington 28 december 1661, anklagad för konspiration mot staten. Utan rättegång kastades han i Tower of London där han enligt egen utsago behandlas illa. Hans systrar hjälpte honom att fly till St. Nicholas Island utanför Plymouths kust. Hans allmänna hälsotillstånd var dåligt och försämrades hastigt, uppenbarligen på grund av att han börjat missbruka den beroendeframkallande drogen guajak. Av detta verkar hans sinnestillstånd ha påverkats. Därefter verkade han i perioder tillfriskna, innan han slutligen fick en stroke som gjorde honom förlamad. 
1675, endast två år före hans död, gifte han sig med en kvinna som var dotter till en adelsman i Buckinghamshire. Paret fick inga barn.
Han är begravd bredvid Walter Raleigh vid St. Margaret's Church, Westminster.
Harrington brukar ofta förväxlas med sin kusin Sir James Harrington, 3e Baronet of Ridlington, som var medlem av parlamentet och den kommission som ställde Karl I inför rätta.

## Teorier
James Harrington är främst känd för The Commonwealth of Oceana (1656), men har skrivit ytterligare fyra böcker om politiska system, statsskick och statlig styrning. Han var en uttalad republikan, och det är för sina bidrag till republikanismen som teori han blivit ihågkommen som politisk teoretiker. I sina teorier hänvisar han löpande till Machiavelli, som han beundrar.
Den republik Harrington förespråkar bygger på representation och tvåkammarsystem. Hans statsbegrepp var att styrelse de jure bygger på lag, inte på människor, men att stater de facto, under hans samtid, byggde på de styrande människornas egenintressen och att de använder lagen därtill.